# Ziegler (entreprise)
 (avril 2013).
Si vous disposez d'ouvrages ou d'articles de référence ou si vous connaissez des sites web de qualité traitant du thème abordé ici, merci de compléter l'article en donnant les références utiles à sa vérifiabilité et en les liant à la section « Notes et références ».
Pour les articles homonymes, voir Werner Ziegler et Ziegler.
Ziegler est une entreprise belge de transport et de logistique, basée à Bruxelles, en Belgique. 
Elle est à l'origine d'un réseau international implanté au Benelux, en France, en Suisse, en Allemagne, au Royaume-Uni, en Irlande, en Grèce, en Pologne, au Maroc, en Tunisie  mais aussi en Afrique du Sud et en Chine[réf. nécessaire].

## Historique
- 1908 : Arthur Joseph Ziegler fonde l'entreprise à Bruxelles
- 1958 : Désignation de Ziegler comme transitaire officiel de l'Exposition Universelle de Bruxelles
- 1960 : Dans la foulée du Traité de Rome, expansion du Groupe au niveau européen : Benelux - France - Suisse - Allemagne - Angleterre
- 1986 : Implantation au Maroc
- 1995 : Ziegler Belgique obtient l'Oscar à l'Exportation décerné par l'Office Belge du Commerce Extérieur
- 2001 : Rachat de Chatel Transport.
- 2018 : Demeco procède à l'acquisition d'une filiale dont l'activité se limite au déménagement : Ziegler Relocation[2].